# 長崎西彼農業協同組合
長崎西彼農業協同組合（ながさきせいひのうぎょうきょうどうくみあい）は、長崎県長崎市に本店を置く農業協同組合である。通称はJA長崎せいひ。統一金融機関コードは8794。

## 概要
- 本店所在地 - 長崎県長崎市興善町6番7号
- 組合員数 - 正組合員7,908人、准組合員21,358人（2024年3月末時点）
- 店舗数 - 本店、支店13、営農経済店舗3、ローンセンター、AGRI+店

## 事業区域
- 長崎市
- 西海市
- 諫早市（旧西彼杵郡多良見町の区域）
- 西彼杵郡
  - 長与町
  - 時津町

## 沿革
- 2005年（平成17年）4月1日 - 大長崎農業協同組合・東長崎農業協同組合・ことのうみ農業協同組合の3組合が合併し発足。

## 主な産物
- 肉用牛
- 茶
- イチゴ
- アスパラガス
- ミカン
- ブドウ
- ビワ
- キク
- ゆでぼし大根